# آمد نوبهار
«آمد نوبهار» تصنیفی با آهنگسازی مهدی خالدی، شعری از اسماعیل نواب صفا و خوانندگی دلکش است. این قطعه که در اواخر دههٔ ۱۳۲۰ خورشیدی ضبط شد در سال‌های قبل از انقلاب بیش از دو دهه در روزهای آغازین سال نو پخش می‌شد.اجرای نادر گلچین از این ترانه در دههٔ ۱۳۵۰ خورشیدی معروف شد.
محمود خوشنام آمد نوبهار را یکی از بهترین نمونه‌های تاریخ نوسازی ترانه می‌داند. به اعتقاد او در موسیقی ایرانی حرکت از سمت تصنیف به ترانه با آمد نوبهار انجام شده‌است. پرویز یاحقی در مورد این تصنیف گفته بود: «آمد نوبهار قطعهٔ نایابی است که نه در حال حاضر و نه در آینده نظیرش پدید نخواهد شد».